# Boreostereaceae
Boreostereaceae is een familie van schimmels behorend tot de orde van Gloeophyllales. Het typegeslacht is Boreostereum.

## Geslachten
De familie Boreostereaceae bestaat uit de volgende geslachten:
- Boreostereum
- Chaetodermella